# Кропива київська
Кропива київська (Urtica kioviensis) — вид трав'янистих рослин родини кропивові (Urticaceae).
Поширений у помірних східній і центральній частинах Європи, також наявні популяції у західній Європі та відокремлені популяції на землях Палестини.

## Опис
Дворічна рослина 50–150 см заввишки. Прилистки верхніх листків зрощені. Листки видовжено-ланцетні, майже голі. Рослина однодомна. Має кореневище. Запилення відбувається вітром. Цю кропиву можна використовувати для харчових цілей. Суцвіття — волоть; нижня частина суцвіття несе лише чоловічі квітки, а верхня — лише жіночі. Цвіте в червні — липні, а плодоносить в серпні — вересні. Анемофіл. Плід — подовжено-яйцюватий горішок. Розмноження переважно вегетативне.

## Поширення
В Україні зростає в лісах, чагарниках, на вологих місцях, на болотах — у Карпатах, Поліссі, Лісостепу і Степу, спорадично. Бур'ян, волокниста рослина.
В Європі: Австрія, Болгарія, Білорусь, Чехія, Хорватія, Данія, Німеччина, Угорщина, Росія, Румунія, Словаччина, Україна.
В Азії: Ізраїль.

## Охоронний статус
Входить до переліку видів рослин, які перебувають під загрозою зникнення на територіях Закарпатської, Київської, Львівської, Одеської областей.
За межами України охороняється в Білорусі, Угорщині та Чехії, також занесена до Червоної книги Воронезької та Липецької областей Росії.